# Àtal (cap de la infanteria)
Àtal fou un cap de la infanteria d'Alexandre el Gran. A la mort del rei (323 aC) la infanteria no estava d'acord amb les decisions dels generals i es va amotinar. Àtal va enviar uns emissaris per assassinar Perdicas d'Orèstia (segons Justí però altres fonts atribueixen aquesta intenció a Meleagre). El 321 aC va encapçalar altre cop el motí de la infanteria a Triparadisos, després de la mort de Perdicas.